# Inocybe impexa
Inocybe impexa (Lasch) Kuyper – gatunek grzybów należący do rodziny strzępiakowatych (Inocybaceae).

## Systematyka i nazewnictwo
Pozycja w klasyfikacji według Index Fungorum: Inocybe, Inocybaceae, Agaricales, Agaricomycetidae, Agaricomycetes, Agaricomycotina, Basidiomycota, Fungi.
Po raz pierwszy zdiagnozował go w 1829 r. Wilhelm Gottlob Lasch nadając mu nazwę Agaricus impexus. Obecną, uznaną przez Index Fungorum nazwę nadał mu Thomas Wilhelmus Kuyper w 1986 r.
Synonimy:
- Agaricus impexus Lasch 1829
- Agaricus maritimus Fr. 1818
- Astrosporina maritima (P. Karst.) Rea 1922
- Inocybe lacera var. maritima (P. Karst.) Bon 1984
- Inocybe maritima P. Karst. 1879

## Morfologia
Kapelusz
Średnica 1,5–3 cm, początkowo stożkowo-dzwonowaty do wypukłego, potem płaski z garbkiem, brzeg często z resztkami zasnówki, higrofaniczny. Powierzchnia ciemnobrązowa, zwykle popękana, bardzo łuskowata.
Blaszki
Karbowane, wolne, brzuchate, początkowojasnobrązowe, potem ciemniejące od zarodników. Ostrza białawe.
Trzon
Cylindryczny, stosunkowo krótki, zakrzywiona u podstawy, koloru brązowego, pokryty białawym nalotem.
Miąższ
Cienki, jasny (biało-kremowo-beżowy).
Cechy mikroskopowe
Zarodniki bardzo wydłużone, podobne do zarodników borowików.

## Występowanie i siedlisko
Znane jest występowanie Inocybe impexa w niektórych krajach Europy. Gatunku tego brak w monografii strzępiaków Andrzeja Nespiaka oraz w wykazie grzybów wielkoowocnikowych W. Wojewody. Jego nowe stanowiska w Polsce podali m.in. D. Karasiński i M. Wołkowycki w 2015 r.